# Mephistopheles (australische Band)
Mephistopheles ist eine australische Technical-Death-Metal-Band aus Hobart, die 2004 gegründet wurde.

## Geschichte
Die Band wurde im Jahr 2004 von vier Schulfreunden gegründet. In der Urbesetzung erschienen 2004 die selbstproduzierte EP The Grail of Wisdom und das 2006er Debütalbum Ascension Aborted bei Matthew „Chalky“ Chalks (ex-Psycroptic) Label Southern Extremeties Productions. Unter anderem ging die Band zudem Anfang 2005 auf Tournee durch die Westküste Australiens und spielte vor Veröffentlichung des Debütalbums Konzerte zusammen mit Disgorge. Im Jahr 2009 kam Matthew Chalk als neuer Sänger zur Besetzung. 2010 wurden zwei neue Demoaufnahmen angefertigt und unter anderem bei Facebook und Myspace zur Verfügung gestellt. Dies waren die ersten Aufnahmen mit Chalk als neuem Sänger. Nachdem die Gruppe 2012 an weiteren neuen Songs geschrieben hatte, begannen 2013 die Aufnahmen zum nächsten Album. Die Besetzung bestand hierbei neben Chalk aus dem Bassisten James „Blower“ Excell, dem Gitarristen und Sänger Ben Lawless und dem Schlagzeuger Sam „Creamer“ Dowson. Dies war das erste Album für Excell, ein langjähriger Freund der Band, welcher den Original-Bassisten Jules Dowson ersetzt hatte. Noch im Oktober desselben Jahres erschien daraufhin über Willowtip Records das Album Sounds of the End. 2016 schloss sich die EP In Reverence of Forever an.

## Stil
Brian Fischer-Giffin bezeichnete Mephistopheles in seiner Encyclopedia of Australian Heavy Metal als Technical-Death-Metal-Band mit Jazz-Einfluss. Austin Weber schrieb in seiner Rezension auf nocleansinging.com zu Sounds of the End, dass hierauf gelegentlich gefühlvoller Gesang zu hören ist. Generell könne man die Musik jedoch als Technical Death Metal im Stil von Spawn of Possession und Old-School-Death-Metal mit leichten Black-Metal-Einflüssen bezeichnen. Die Gruppe wechsle so oft zwischen Death- und Black-Metal, dass er sich an die Gruppe Arkhum erinnert fühlte. Zudem konnte er progressive Elemente ausmachen.

## Diskografie
- 2004: The Grail of Wisdom (EP, Eigenveröffentlichung)
- 2006: Ascension Aborted (Album, Southern Extremeties Productions)
- 2013: Sounds of the End (Album, Willowtip Records)
- 2016: In Reverence of Forever (EP, Willowtip Records)